# Championnats du monde de cyclisme sur piste juniors 2023
Navigation
Édition précédente Édition suivante
Les Championnats du monde de cyclisme sur piste juniors 2023 ont lieu du 23 au 27 août 2023 sur le vélodrome Alcides Nieto Patiño de Cali, en Colombie. Les championnats sont réservés aux coureurs nés en 2005 et 2006 (17/18 ans).

## Participation
Depuis l'invasion de l'Ukraine par la Russie, cette dernière ainsi que le Biélorussie ne peuvent pas participer aux compétitions internationales de l'UCI. Néanmoins, depuis mai 2023, certains athlètes peuvent être admis sous bannière neutre, en respectant les conditions définies par le CIO,. L'exigence demandée est que les athlètes ne soutiennent pas l’invasion russe de l'Ukraine sur les réseaux sociaux ou lors d’interviews et ne fassent partie de l'armée. Ainsi, sur ces championnats, une dizaine de coureurs et d'accompagnateurs russes est autorisée à participer,.
Au total, un nombre record de 47 pays sont représentés, auquel il faut ajouter l'équipe d'athlète neutre, composée de coureurs russes. Cette participation élevée est due, comme l'UCI l'a rappelé à plusieurs reprises, au caractère obligatoire de la participation à cette épreuve, ainsi qu'aux mondiaux sur piste juniors de 2024, afin de pouvoir participer au championnats du monde sur piste élites 2024.

## Déroulement des championnats
Au total, cinq records du monde juniors sont battus durant ces championnats : le Britannique Matthew Brennan et l'Italienne Federica Venturelli sur la poursuite individuelle, la Chinoise Xuehuang Luo sur le 500 mètres contre le montre et la vitesse par équipes (avec Mengyao Guo et Yimin Bian), ainsi que les Allemands Pete-Collin Flemming, Colin Rudolph et Jakob Vogt sur la vitesse par équipes.

## Programme
| Date             | Hommes                                                   | Femmes                                                |
| ---------------- | -------------------------------------------------------- | ----------------------------------------------------- |
| Mercredi 23 août | Vitesse par équipes                                      | Scratch, vitesse par équipes                          |
| Jeudi 24 août    | Keirin, poursuite par équipes, scratch                   | Course à l'élimination, poursuite par équipes         |
| Vendredi 25 août | Course aux points, poursuite individuelle                | Omnium, vitesse individuelle                          |
| Samedi 26 août   | Omnium, vitesse individuelle                             | 500 mètres, course aux points, poursuite individuelle |
| Dimanche 27 août | Course à l'américaine, Course à l'élimination, kilomètre | Course à l'américaine, Keirin                         |

## Médaillés
- (q) signifie que le coureur n'a pas participé à la finale pour la médaille, mais à un tour qualificatif.

### Hommes
| Épreuves               | Or                                                                                  | Argent                                                                               | Bronze                                                                          |
| ---------------------- | ----------------------------------------------------------------------------------- | ------------------------------------------------------------------------------------ | ------------------------------------------------------------------------------- |
| Kilomètre              | Tayte Ryan                                                                          | Nolan Huysmans                                                                       | Ivan Samusev                                                                    |
| Keirin                 | Nikita Kiriltsev                                                                    | Francisco Jaramillo                                                                  | Pete-Collin Flemming                                                            |
| Vitesse individuelle   | Nikita Kiriltsev                                                                    | Tayte Ryan                                                                           | Cole Dempster                                                                   |
| Vitesse par équipes    | Allemagne Pete-Collin Flemming Colin Rudolph Jakob Vogt Niklas Holfeld (q)          | Chine Huang Ruiting Sun Haoran Xie Han                                               | Belgique Nolan Huysmans Tjorven Mertens Yeno Vingerhoets                        |
| Poursuite individuelle | Matthew Brennan                                                                     | Luca Giaimi                                                                          | Vladimir Goncharov                                                              |
| Poursuite par équipes  | Italie Renato Favero Matteo Fiorin Etienne Grimod Juan David Sierra Luca Giaimi (q) | Allemagne Leon Arenz Lui Bengelsdorf Louis Gentzik Bruno Keßler Paul-Felix Petry (q) | Canada Charles Bergeron Kaden Colling Ethan Powell Justin Roy Albert Taylor (q) |
| Course aux points      | Ethan Powell                                                                        | Juan David Sierra                                                                    | Daniil Kazakov                                                                  |
| Américaine             | Grande-Bretagne Matthew Brennan Ben Wiggins                                         | Belgique Tom Crabbe Milan Van Den Haute                                              | Italie Matteo Fiorin Juan David Sierra                                          |
| Scratch                | Ruslan Kuznetsov                                                                    | Matthew Brennan                                                                      | Conrad Haugsted                                                                 |
| Omnium                 | Daniil Yakovlev                                                                     | Žak Eržen                                                                            | Bruno Keßler                                                                    |
| Course à l'élimination | Rubén Sánchez Córdoba                                                               | Matvey Ushakov                                                                       | Davide Stella                                                                   |

### Femmes
| Épreuves               | Or                                                             | Argent                                                                                           | Bronze                                                                                     |
| ---------------------- | -------------------------------------------------------------- | ------------------------------------------------------------------------------------------------ | ------------------------------------------------------------------------------------------ |
| 500 mètres             | Luo Xuehuang                                                   | Elizaveta Solozobova                                                                             | Ekaterina Evlanova                                                                         |
| Keirin                 | Stefany Cuadrado                                               | Natalia Martínez                                                                                 | Caitlin Kelly                                                                              |
| Vitesse individuelle   | Elizaveta Solozobova                                           | Stefany Cuadrado                                                                                 | Luo Xuehuang                                                                               |
| Vitesse par équipes    | Chine Bian Yimin Guo Mengyao Luo Xuehuang Shi Yi (q)           | Allemagne Anastasia Kuniß Bente Lürmann Anne Slosharek                                           | Italie Beatrice Bertolini Carola Ratti Asia Sgaravato                                      |
| Poursuite individuelle | Federica Venturelli                                            | Juliana Londoño                                                                                  | Felicity Wilson-Haffenden                                                                  |
| Poursuite par équipes  | France Clémence Chéreau Léane Tabu Mélanie Dupin Léonie Mahieu | Italie Federica Venturelli Valentina Zanzi Vittoria Grassi Alice Toniolli Virginia Iaccarino (q) | Australie Lauren Bates Sally Carter Nicole Duncan Keira Will Felicity Wilson-Haffenden (q) |
| Course aux points      | Mélanie Dupin                                                  | Isabel Sharp                                                                                     | Valentina Zanzi                                                                            |
| Américaine             | Italie Federica Venturelli Vittoria Grassi                     | Australie Keira Will Nicole Duncan                                                               | Tchéquie Adéla Marková Patricie Müllerová                                                  |
| Scratch                | Nicole Duncan                                                  | Anita Baima                                                                                      | Laerke Expeels                                                                             |
| Omnium                 | Juliana Londoño                                                | Clémence Chéreau                                                                                 | Hélène Hesters                                                                             |
| Course à l'élimination | Anita Baima                                                    | Isabel Sharp                                                                                     | Ayana Mizutani                                                                             |

## Tableau des médailles
| Rang  | Nation                       | Or | Argent | Bronze | Total |
| ----- | ---------------------------- | -- | ------ | ------ | ----- |
| 1     | Italie                       | 4  | 4      | 4      | 12    |
| 2     | Athlètes neutres individuels | 4  | 1      | 4      | 9     |
| 3     | Colombie                     | 2  | 4      | 0      | 6     |
| 4     | Grande-Bretagne              | 2  | 3      | 0      | 5     |
| 5     | Australie                    | 2  | 2      | 2      | 6     |
| 6     | Chine                        | 2  | 1      | 1      | 4     |
| 7     | France                       | 2  | 1      | 0      | 3     |
| 8     | Allemagne                    | 1  | 2      | 2      | 5     |
| 9     | Ukraine                      | 1  | 1      | 0      | 2     |
| 10    | Canada                       | 1  | 0      | 2      | 3     |
| 11    | Espagne                      | 1  | 0      | 0      | 1     |
| 12    | Belgique                     | 0  | 2      | 3      | 5     |
| 13    | Slovénie                     | 0  | 1      | 0      | 1     |
| 14    | Danemark                     | 0  | 0      | 1      | 1     |
| 14    | Japon                        | 0  | 0      | 1      | 1     |
| 14    | Nouvelle-Zélande             | 0  | 0      | 1      | 1     |
| 14    | Tchéquie                     | 0  | 0      | 1      | 1     |
| Total | Total                        | 22 | 22     | 22     | 66    |